# Colibri à gorge lilas
Lampornis hemileucus
Espèce
Synonymes
- Oreopyra hemileucus

Statut de conservation UICN

 LC  : Préoccupation mineure
Statut CITES
Le Colibri à gorge lilas (Lampornis hemileucus) est une espèce d'oiseau de la famille des Trochilidae.

## Habitat
Cet oiseau vit dans la cordillère de Talamanca.
Ses habitats sont les forêts tropicales et subtropicales humides de basses et hautes altitudes, la végétation de broussailles humides. On la trouve aussi sur les sites d'anciennes forêts lourdement dégradées.

Carte de répartition de l'espèce